# Lotnisko wojskowe Shek Kong
Lotnisko wojskowe Shek Kong (ang. Shek Kong Airfield, kod ICAO: VHSK) – baza lotnicza Sił Powietrznych Chińskiej Armii Ludowo-Wyzwoleńczej zlokalizowana w Hongkongu, w dzielnicy Shek Kong.